# Thriller
För andra betydelser, se Thriller (olika betydelser).
Thriller (eng. "rysare") är en genre i litteratur och film. Thrillern påminner om en obehaglig deckare, likt giallo, men inte med så stor inriktning på själva morden. Snarare tvärtom – så lite av morden som möjligt visas. Thrillers är ofta tämligen realistiska, och det kan kännas som om filmens handling skulle kunna hända i verkligheten.

## Historik
Seriemördare är ett återkommande tema i thrillers. En annan variant är spionthrillern.
Den litterära thrillern har sina rötter i äventyrsromanen och skräckromantiken. 1903 kom vad Ken Follett har kallat den första thrillern, Sandbankarnas gåta av Erskine Childers. Boken kom att bli inflytelserik på de senare spionromaner som senare skrevs av exempelvis John Buchan och Ian Fleming.

## Kriterier
Enligt Jan Broberg i Mord i minne kännetecknas en thriller av att läsaren/publiken jagas upp genom följande:
1. Jakten: Hjälten eller hjältinnan jagas av brottslingar eller av polisen eller av bägge två. Exempel: I sista minuten av Alfred Hitchcock.
2. Kurragömmaleken: Rädslan att bli upptäckt. Exempel: Utrikeskorrespondenten av Alfred Hitchcock.
3. Hotet från det okända: Huvudpersonen vet inte varifrån hotet kommer. Ibland verkar hotet ha övernaturliga orsaker.